# José de Figueroa y Alonso-Martínez
José María de Figueroa y Alonso Martínez (Madrid, 24 de diciembre de 1897-Tafersit, 20 de octubre de 1920) fue un militar español que formó parte de la selección de polo que obtuvo la medalla de plata en los Juegos Olímpicos de Amberes 1920.

## Biografía
Fue hijo del conde de Romanones, político liberal y presidente del Consejo de Ministros en varias ocasiones en la década de 1910. 
Militar de carrera. Además de por su filiación es recordado porque en 1920 formó parte del equipo de polo de España que tomó parte en los Juegos Olímpicos de Amberes 1920 obteniendo la medalla de plata. El aristocrático equipo español estaba compuesto, además de por José de Figueroa por su hermano Álvaro; por el duque de Alba Jacobo Fitz-James Stuart y Falcó; por el hermano menor de este, Hernando y por Leopoldo Saínz de la Maza. José de Figueroa fue el suplente de aquel equipo, por lo que no disputó ningún partido, aunque su nombre quedó inscrito en el palmarés olímpico.
Al poco José de Figueroa falleció en un combate en Tafersit, protectorado español de Marruecos, durante la guerra del Rif. Su muerte se produjo el 20 de octubre de 1920, sin haber cumplido todavía los 23 años de edad.